# Paranday
Paranday es una localidad peruana situada en el distrito homónimo, en la provincia de Otuzco, departamento de La Libertad. Según el censo de 2017, tiene una población de 141 habitantes.
Es la capital del distrito.